# NGC 6313
NGC 6313 ist eine 13,9 mag helle Spiralgalaxie vom Hubble-Typ Sab im Sternbild Herkules am Nordsternhimmel. Sie ist schätzungsweise 337 Millionen Lichtjahre von der Milchstraße entfernt und hat einen Durchmesser von etwa 130.000 Lichtjahren.
Das Objekt wurde am 21. April 1887 von Lewis A. Swift entdeckt.